# Protandrena boharti
Protandrena boharti is een vliesvleugelig insect uit de familie Andrenidae. De wetenschappelijke naam van de soort is voor het eerst geldig gepubliceerd in 1976 door Timberlake.